# Државни савјет Републике Кубе
Државни савјет Републике Кубе (шп. Consejo de Estado de la República de Cuba) законодавни је орган између два засједања Народне скупштине.

## Устав из 1976.
Према Уставу Републике Кубе из 1976. године Државни савјет је био истовремено и законодавни орган између два засједања Народне скупштине и колективни шеф државе. Народна скупштина из реда својих посланика је бирала Државни савјет који се састојао из предсједника, првог потпредсједника, пет потпредсједника, секретара и 23 члана. Предсједник Државног савјета је био уједно и предсједник Савјета министара (шеф државе и шеф владе). Сједницама Државног савјета је присуствовао и предсједник Народне скупштине.
Предсједник Државног савјета је: представљао државу и владу, предсједавао Државним савјетом и Савјетом министара, вршио контролу над радом министара, могао преузети руковођење било којим министарством, предлагао Народној скупштини чланове Савјета министара, прихватао оставке чланова Савјета министара и предлагао Народној скупштини или Државном савјету смјене чланова Савјета министара, примао акредитиве страних дипломатских представника, био врховни командант оружаних снага, предсједавао Савјетом за националну одбрану, проглашавао ванредно стање, потписивао акте Државног савјета и Савјета министара и старао се о њиховом објављивању и вршио и друге послове одређене Уставом и законом.
Према Уставу Републике Кубе из 1976. године Државни савјет је имао надлежност да: сазива ванредна засједања Народне скупштине, расписује изборе за Народну скупштину, доноси декрете-законе између засједања Народне скупштине, доноси аутентична тумачења закона, остварује право законодавне иницијативе, организује референдуме које распише Народна скупштина, наређује општу мобилизацију и проглашава ратно стање када Народна скупштина није у могућности да се састане, на предлог предсједника Државног савјета врши промјене у саставу Савјета министара између засједања Народне скупштине, издаје опште инструкције судовима преко Савјета Врховног народног суда, издаје инструкције републичком јавном тужилаштву, на предлог предсједника Државног савјета именује и разрјешава дипломатске представнике, додјељује одликовања и почасне титуле, формира комисије, даје помиловања, ратификује међународне уговоре, признаје страна дипломатска представништва, суспендује акте Савјета министара и локалних скупштина ако сматра да су неуставни, незаконити или противни јавном интересу и о томе извјештава Народну скупштину, поништава акте локалних органа ако сматра да су противни Уставу, законима, декретима-законима и актима виших органа или противни јавном интересу, доноси пословник о свом раду и врши и друге послове одређене Уставом и законом и послове које му повјери Народна скупштина. Све одлуке Државног савјета су се доносиле већином гласова.

## Устав из 2019.
Према Уставу Републике Кубе из 2019. године Државни савјет је задржао својство законодавног органа између засједања Народне скупштине, али је изгубио својство колективног шефа државе. Престала је да постоји функција предсједника Државног савјета који је био истовремено и предсједник Савјета министара. Новим Државним савјетом руководи предсједник Народне скупштине, а у извршној власти су уведене двије нове функције: предсједник Републике и премијер.
Народна скупштина из реда својих посланика бира Државни савјет. Предсједник, потпредсједник и секретар Народне скупштине су истовремено и предсједник, потпредсједник и секретар Државног савјета. За чланове Државног савјета не могу се бирати чланови Савјета министара. Све декрете-законе и акте које донесе Државни савјет мора да потврди Народна скупштина.
Према Уставу Републике Кубе из 2019. године Државни савјет има надлежност да: обезбјеђује заштиту уставности и законитости, доноси аутентична тумачења закона, доноси декрете-законе и акте, сазива ванредна засједања Народне скупштине, расписује изборе за Народну скупштину и општинске скупштине, разматра предлоге закона који су поднесени Народној скупштини, обезбјеђује спровођење и извршавање аката Народне скупштине, суспендује предсједничке декрете, декрете и остале акте који су противни Уставу и законима о чему извјештава Народну скупштину, суспендује акте општинских скупштина који су противни Уставу, законима, декретима-законима, предсједничким декретима, декретима и осталим актима или који су противни јавном интересу и о томе извјештава Народну скупштину, бира и опозива односно именује и разрјешава функционере између засједања Народне скупштине, на предлог предсједника Републике проглашава ратно стање односно објављује рат и закључује мир када Народна скупштина не може да се састане, издаје опште инструкције судовима преко Савјета Врховног народног суда, формира комисије, ратификује међународне уговоре, на предлог предсједника Републике именује и разрјешава дипломатске представнике, оснива и укида органе централне државне управе и врши организационе промјене између засједања Народне скупштине, одобрава ребаланс буџета између засједања Народне скупштине и врши и друге послове одређене Уставом и законом и послове које му повјери Народна скупштина. Све одлуке Државног савјета се доносе већином гласова.